# Буслаево (Нижегородская область)
Буслаево — деревня в Воскресенском районе Нижегородской области. Входит в состав Глуховского сельсовета.

## Население
| 1999 | 2002 | 2010 |
| ---- | ---- | ---- |
| 74   | ↘70  | ↘38  |

По описи населённых мест Нижегородской губернии Макарьевского уезда от 1859 года деревня Буслаево имеет 48 двора, 99 человек мужского пола и 125 женского пола. В 1926 года в Буслаеве проживало в 67 домах 356 человек. В 1992 году в 47 хозяйствах деревни проживало 96 человек, в основном — пенсионеры.
Распространенная фамилия — Смирновы, Сочины, Ковалёвы.

## История
Населённый пункт находится 13 км от Воскресенского, 4 км от с. Глухово. Поселение образовано на старице реки Ветлуга. Местные предания считают основателем деревни Буслая, о котором одни говорят, что он был разинским атаманом и после подавления восстания скрывался в ветлужской тайге, другие — что это «сотский». От его имени и образовалось название Буслаево.
В известных краеведам документах деревня впервые упоминается под 1771 годом. На картах генерального межевания конца XVIII век после передела границ в 1775—1778 гг. деревня Буслаево уже обозначена. Так же, согласно Топографическим межевым атласам Менде А. И. 1850-х гг. деревня Буслаево обозначена как довольно большой населённый пункт для того времени, насчитывавший 48 двора. Деревня Буслаево относилась к Глуховской волости, Макарьевского уезда Нижегородской губернии. До революции последний владелец — А. Н. Немчинова.